# Тувинская Автономная Советская Социалистическая Республика
Туви́нская Автоно́мная Сове́тская Социалисти́ческая Респу́блика
(тув. Тыва Автономнуг Совет Социалистиг Республика) или Тувинская АССР (тув. Тыва АССР) — автономная республика в составе РСФСР, существовавшая с 9 октября 1961 года по 1991 год.
Административный центр — город Кызыл.

## История

Герб Тувинской АССР в 1962—1978

Тувинская АССР была образована 9 октября 1961 года из Тувинской АО, преобразованной в АССР указом Президиума Верховного Совета РСФСР. 10 октября преобразование было утверждено Президиумом Верховного Совета СССР, 8 декабря — Верховным Советом СССР.
12 декабря 1990 года на сессии Верховного Совета Тувинской АССР седьмого созыва (1990—1993) была принята Декларация о государственном суверенитете республики, провозгласившую Советскую Республику Тува. 24 мая 1991 года Съезд народных депутатов РСФСР преобразовал Тувинскую АССР в Тувинскую ССР, внеся поправку в статью 71 Конституции РСФСР. 
28 августа 1991 года Верховный Совет Тувы принял решение о переименовании республики в Республику Тува. 21 апреля 1992 года данное название утверждено Съездом народных депутатов России.

## Административное деление

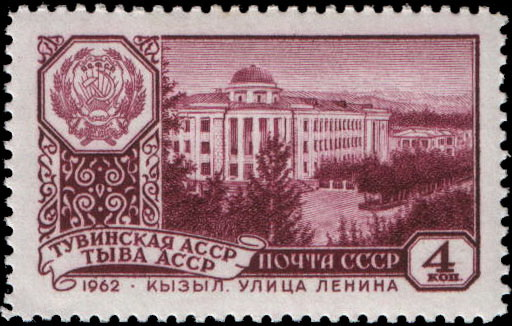
Почтовая марка СССР. Кызыл. Тувинская АССР, 1962 год

На момент образования Тувинская АССР насчитывала 11 районов:
- Бай-Тайгинский,
- Барун-Хемчикский,
- Дзун-Хемчикский,
- Каа-Хемский,
- Овюрский,
- Пий-Хемский,
- Тандинский,
- Тес-Хемский,
- Тоджинский,
- Улуг-Хемский,
- Эрзинский.

В начале 1963 года были упразднены Бай-Тайгинский и Эрзинский районы.
В январе 1965 вновь образованы Бай-Тайгинский и Эрзинский районы.
9 сентября 1968 года образован Монгун-Тайгинский район.
11 февраля 1975 года образован Кызылский район.
25 апреля 1983 образован Сут-Хольский район.
В 1992 году образован Чаа-Хольский район, а в 1993 году — Чеди-Хольский район.
В таком составе (16 районов) начала своё существование Республика Тува.